# 조디 루커스
조디 루카스(Jordy Lucas, 1992년 3월 3일 ~ )는 오스트레일리아의 배우이다.